# Jean Dominique Lucchesi
Jean Dominique Lucchesi (1652-1714) est né à Pescaglia le 18 mai 1652. Il entre au Carmel en 1670, dans un couvent faisant partie de la congrégation de Mantoue. Après avoir été ordonné prêtre, il est envoyé au couvent de Viterbe où il restera jusqu'à sa mort le 18 mars 1714.
Son procès en béatification débute rapidement, mais il est interrompu après trois années. Il ne reprend qu'en 1907 pour être à nouveau différé en 1913. Ses reliques ont été transférées dans une église de Rome.

## Biographie

### Sa vie
Jean Dominique est né le 18 mai 1652 à Pescaglia (près de Lucques en Italie).
Il rejoint le couvent des carmes de Santa Maria delle Selve près de Florence le 1er février 1670.
Il commence son noviciat trois semaines plus tard, dans le couvent de Lucques. Jean Dominique est envoyé au couvent de Ferrare pour poursuivre son noviciat. Il y fait sa profession le 6 mars 1671, puis il est ordonné prêtre le 30 mai 1676.
Après sa prêtrise, il est envoyé à Viterbe où il restera jusqu'à son décès. Dans ce couvent, durant 38 ans, il assure la mission de sacristain, maitre des novices, ou sous-prieur (durant 6 années). Il décède le 18 mars 1714.

### Sépulture et reliques
Jean Dominique est enterré dans l'église du couvent de Viterbe. Mais le 2 mars 1908 ses reliques sont transférées à Rome dans l'église Santa Maria in Traspontina, où ses reliques reposent au pied de l'autel de saint Pierre et de saint Paul.

### Procès en Béatification
Trois ans après son décès, le procès en béatification débute à Viterbe et Lucques. Le procès apostolique débute le 13 février 1734. Interrompu trois ans plus tard, le procès en béatification reprend en 1907, mais le 11 novembre 1913, le procès est différé, et le reste à ce jour.

## Spiritualité
Il avait une grande dévotion pour l'adoration eucharistique, ses frères carmes ont témoigné qu'il avait une grande abnégation et une grande humilité. En dehors du couvent, il avait une attention particulière pour les pauvres et les infirmes.
Il était le confesseur extraordinaire d'un grand nombre de couvents de carmélites qu'il assistait également par sa correspondance.
Il enseignait à ses novices d'atteindre la perfection par le « chemin de l'amour ».
Ses confrères ont indiqué qu'il lui arrivait d'avoir le don de prophétie.